# Argentina na Letních olympijských hrách 2004
Argentina se účastnila Letní olympiády 2004 v 22 sportech. Zastupovalo ji 152 sportovců.

## Medailové pozice
| Medaile | Jméno | Sport         | Disciplína                |
| ------- | --- | ------------- | ------------------------- |
| Zlato   | Roberto Ayala Nicolás Burdisso Wilfredo Caballero Fabricio Coloccini César Delgado Andrés D'Alessandro Leandro Fernández Luciano Figueroa Kily González Luis González Mariano González Gabriel Heinze Germán Lux Javier Mascherano Nicolás Medina Clemente Rodríguez Mauro Rosales Javier Saviola Carlos Tévez Trenér: Marcelo Bielsa | Kopaná        | turnaj mužů               |
| Zlato   | Carlos Delfino Gabriel Fernández Emanuel Ginóbili Leonardo Gutiérrez Walter Herrmann Alejandro Montecchia Andrés Nocioni Fabricio Oberto Juan Ignacio Sánchez Luis Scola Hugo Sconochini Rubén Wolkowyski | Basketbal     | Turnaj mužů               |
| Bronz   | Georgina Bardach | Plavání       | ženy 400 m polohový závod |
| Bronz   | Carlos Espínola Santiago Lange | Jachting      | třída tornado             |
| Bronz   | Paola Suárezová Patricia Tarabiniová | Tenis         | Ženy čtyřhra              |
| Bronz   | Magdalena Aicega Mariela Antoniska Inés Arrondo Luciana Aymarová Claudia Burkart Marina di Giacomo Soledad García Mariana González Oliva Alejandra Gulla María de la Paz Hernández Mercedes Margalot Vanina Oneto Cecilia Rognoni Mariné Russo Ayelén Stepnik Paola Vukojicic                                                         | Pozemní hokej | turnaj žen                |